# جیولیانا تسورو
جیولیانا کاوالیری تسورو (انگلیسی: Giuliana Tesoro؛ زاده ۱ ژوئن ۱۹۲۱ درگذشته ۲۹ سپتامبر ۲۰۰۲) یک مخترع آمریکایی متولد ایتالیا بود.
او یک شیمیدان آلی با بیش از ۱۲۵ اختراع ثبت شده در ایالات متحده بود و کمک‌های زیادی به صنعت الیاف و نساجی کرد، از جمله ساخت پارچه‌های ضد حریق.

## زندگی‌نامه
جولیانا در سال ۱۹۲۱ در ونیز در خانواده ای یهودی به دنیا آمد. پدرش، جینو کاوالیری، یک شرکت بیمه را مدیریت می‌کرد و زمانی که جولیانا تنها دوازده سال داشت درگذشت. در سال ۱۹۳۸، پس از اتمام تحصیلات دبیرستانی، به دلیل انتشار قوانین نژادی فاشیستی، از دسترسی به سیستم دانشگاهی ایتالیا محروم شد. او ابتدا به سوئیس و سپس در سال ۱۹۳۹ به ایالات متحده نقل مکان کرد.
در ایالات متحده به او اجازه ورود به دوره تحصیلات تکمیلی دانشگاه ییل داده شد. اون این دوره را در زمان بی‌سابقه ای به پایان رساند. در سال ۱۹۴۳، در سن ۲۱ سالگی، کاوالیری دکترای خود را در رشته شیمی الی دریافت کرد. و در همان سال با ویکتور تسورو ازدواج کرد و از او صاحب دو فرزند شد.
جولیانا پس از ازدواج، تابستان‌ها برای شرکت شیمی کالیکو کار می‌کرد تا اینکه در سال ۱۹۴۴ به‌عنوان یک شیمیدان تحقیقاتی در شرکت نفت و شیمی اونیکس مشغول به کار شد. در اینجا او در سال ۱۹۴۶ به عنوان رئیس بخش سنتز آلی، در سال ۱۹۵۵ دستیار مدیر تحقیقات و در سال ۱۹۵۷ به عنوان معاون مدیر ارتقاء یافت. او سپس به عنوان دستیار مدیر تحقیقات ارگانیک برای JP Stevens & Company منصوب شد و اواخر به مدت دو سال به پژوهشکده نساجی رفت. در سال ۱۹۶۹، او سمت شیمیدان ارشد در صنایع برلینگتون را پذیرفت و در سال ۱۹۷۱ به عنوان مدیر تحقیقات شیمیایی منصوب شد.

## کمک به شیمی و نساجی
فعالیت‌های جولیانا در فرآوری نساجی و ترکیبات آلی، عملکرد نساجی را برای مصرف‌کنندگان روزمره و همچنین کارایی سیستم‌های تولیدی را بهبود بخشید. او الیاف مقاوم در برابر شعله را ابداع کرد، روش‌هایی را برای جلوگیری از تجمع ساکن در الیاف مصنوعی طراحی کرد، خواص پرس دائمی بهبود یافته را برای منسوجات ایجاد کرد.

## جوایز و عضویت در کمیته‌ها
او عضو چندین کمیته آکادمی ملی علوم و شورای تحقیقات ملی در مورد مواد سمی و ایمنی آتش بود. کمیته‌های دیگری که او بخشی از آنها بود عبارتند از: انجمن فیبر، مؤسس/رئیس در سال ۱۹۷۴، انجمن شیمی آمریکا، انجمن شیمی‌دانان و رنگ‌شناسان نساجی آمریکا، مؤسسه شیمی‌دانان آمریکا، و انجمن آپیشبرد علوم آمریکا.
در سال ۱۹۶۳، تسورو مدال اولنی از انجمن شیمی‌دانان و رنگ‌شناسان نساجی آمریکا را دریافت کرد. او در سال ۱۹۷۸ نیز جایزه دستاوردهای انجمن زنان مهندس را دریافت کرد.